# 피조 실험

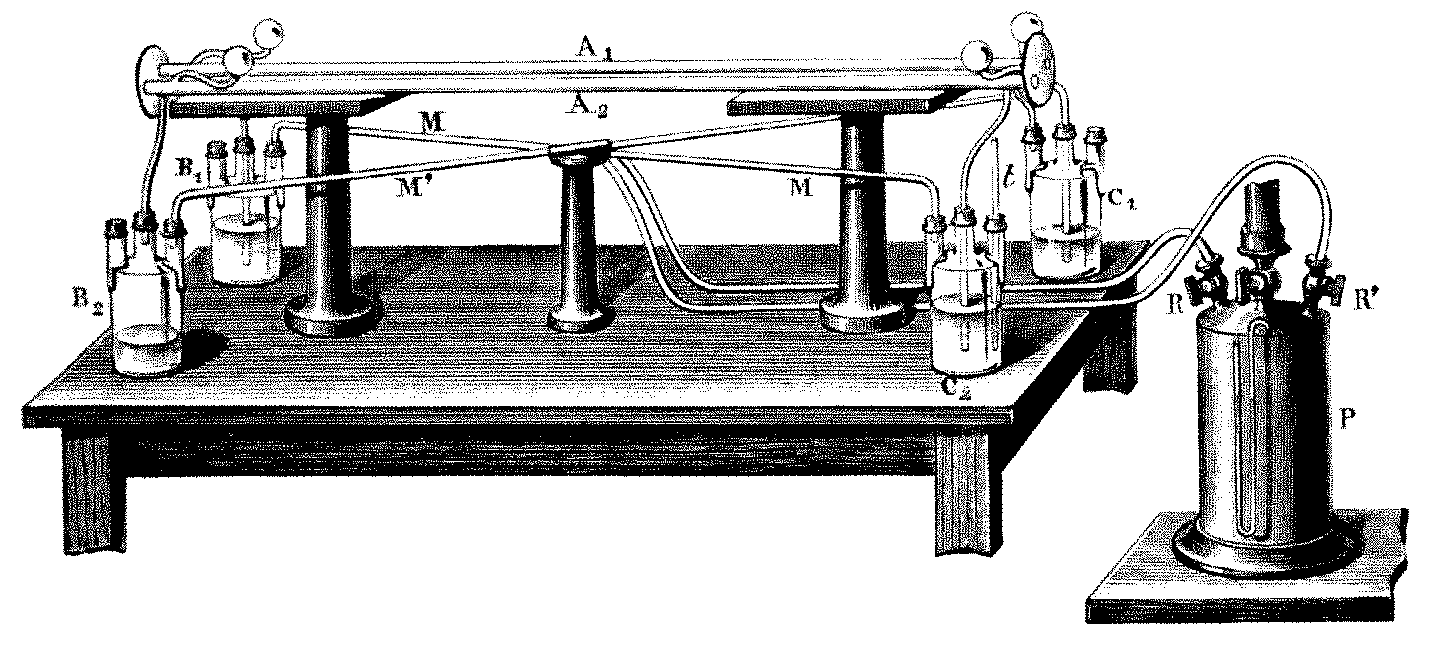
그림 1. Fizeau 실험에 사용된 장치

피조(Fizeau) 실험 은 1851년 이폴리트 피조가 움직이는 물에 대한 빛의 상대 속도를 측정하기 위해 수행한 실험이다. 피조는 물과 같은 매질의 움직임이 빛의 속도에 미치는 영향을 측정하기 위해 특수한 간섭계 배열을 사용했다.
당시의 일반적인 이론에 따르면, 움직이는 매질을 통과하는 빛은 매질에 의해 끌려가므로 그 빛의 속도는 매질을 통과하는 빛의 속도와 매질 속도의 단순한 합이 될 것이다. 피조가 실제로 드래그 효과를 감지하긴 했지만 그가 관찰한 효과의 크기는 예상보다 훨씬 낮았다. 하지만 그가 물 대신 공기로 실험을 반복했을 때에는 아무런 효과도 관찰하지 못했다. 이러한 결과가 겉보기에는 대부분의 물리학자들에게 당혹스러운 상황인 프레넬에 의한 '에테르의 부분적 끌기 가설'을 뒷받침하는 것 같아 보였다. 피조의 예상치 못한 측정에 대한 만족스러운 설명은 이로부터 반세기 이상 지나서 알베르트 아인슈타인의 특수 상대성 이론이 출현하여 개발되어서야 비로소 이루어졌다. 나중에 아인슈타인은 제한적인 작은 속도에서 상대론적 속도 추가 공식에 해당하는 특수 상대성 이론 실험의 중요성을 지적했다.
이 실험을 피조의 실험이라고 하지만 피조는 다양한 상황에서 빛의 속도를 측정하는 것과 관련된 여러가지 실험을 수행한 적극적인 실험자였다.

## 실험의 설정

그림 2. 피조의 실험을 매우 단순화한 표현이다.

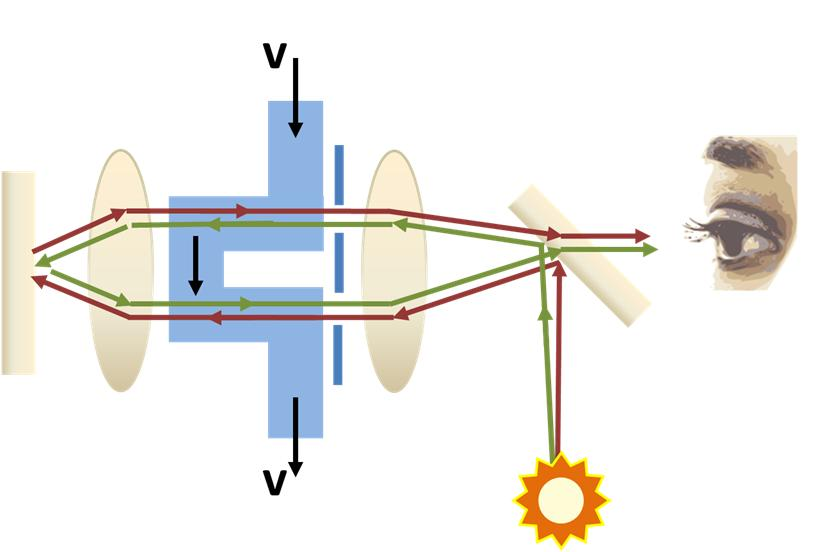
그림 3. 피조 실험 (1851)에서의 간섭계 설정

피조의 1851년 실험을 매우 단순하게 표현한 것이 그림 2에 제시되어 있다.  입사된 빛은 빔 스플리터(BS)에 의해 두 개의 빔으로 분할되어 반대 방향으로 흐르는 두 개의 물 기둥을 통과한다. 그런 다음 두 개의 빔이 재결합되어 관찰자가 해석할 수 있는 간섭 패턴을 형성한다.
그림 2에 나와 있는 단순화된 배열에서는 희미한 간섭무늬만 가능하게 하는 단색 조명을 사용해야 했을 것이다. 백색광을 사용하려면 그 간섭 길이가 짧기 때문에  광학 경로를 비현실적인 정밀도로 일치시켜야 했으며 장치는 진동, 동작 이동 및 온도 효과에 극도로 민감했을 것이다.
한편, Fig. 3 및 Fig. 4에 도시되어 있는 피조의 실제의 장비에서는 공통 경로 간섭계로 설정되었다. 이를 통해 반대쪽 빔이 동일한 경로를 통과할 수 있으므로 태양을 광원으로 사용하는 경우에도 줄무늬가 쉽게 형성된다.

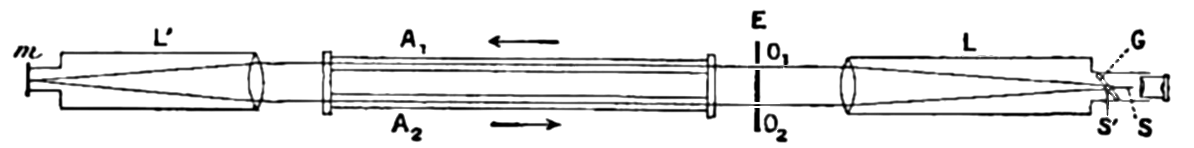
그림 4. Fizeau 실험 설정(1851)

The double transit of the light was for the purpose of augmenting the distance traversed in the medium in motion, and further to compensate entirely any accidental difference of temperature or pressure between the two tubes, from which might result a displacement of the fringes, which would be mingled with the displacement which the motion alone would have produced; and thus have rendered the observation of it uncertain.— Fizeau

광원 S ′ 에서 나오는 광선은 빔 스플리터 G 에 의해 반사되고 렌즈 L 에 의해 평행 빔으로 콜리메이트된다. 슬릿 O 1 과 O 2 를 통과한 후, 두 개의 광선이 관 A 1 과 A 2 를 통과하며 화살표로 표시된 것처럼 물이 앞뒤로 흐르고 있다. 광선은 렌즈 L ′ 의 초점에 있는 거울 m 에서 반사되므로 한쪽 광선은 항상 물 흐름과 같은 방향으로 전파되고 다른쪽 광선은 물 흐름 방향과 반대 방향으로 전파된다. 튜브를 앞뒤로 통과한 후 두 광선은 S 에서 결합하여 그림의 접안렌즈를 통해 시각화할 수 있는 간섭 줄무늬를 생성한다. 간섭 패턴을 분석하여 튜브의 각 다리를 따라 이동하는 빛의 속도를 결정할 수 있다.

## 프레넬 드래그 계수
물이 속도 v 로 파이프에서 흐른다고 가정한다. 광매체 에테르의 비상대론적 이론에 따르면, 빛의 속도는 방향에 따라 물이 에테르의 프레임을 통해 "끌려 갈" 때 증가하거나 감소해야 한다. 스토크스의 에테르 완전 이송 가설(complete aether drag hypothesis)에 따르면 광선의 전체 속도는 광선이 매질 에테르를 통과하는 속도에 물의 속도를 단순히 더한 것이어야 한다.
즉, n 이 물의 굴절률이고 c/n 이 정지한 물에서 빛의 속도이라면 한쪽 팔에서 예상되는 빛의 속도 w는 다음과 같이,
{\displaystyle w_{+}={\frac {c}{n}}+v\,}
가 될 것이고, 다른 팔의 예상 속도는 아래와 같이 된다.
{\displaystyle w_{-}={\frac {c}{n}}-v\ .}
따라서 물의 흐름을 거슬러 진행하는 빛은 물의 흐름을 따라서 진행하는 빛보다 느려야 한다.
빛이 관찰자 쪽에서 재결합될 때 두 빔 사이의 간섭 패턴은 두 경로를 통과하는 통과 시간에 따라 달라지며 물의 속도 함수로 빛의 속도를 계산하는 데 사용할 수 있다.
그런데 피조는 실험에서 아래와 같이,
{\displaystyle w_{+}={\frac {c}{n}}+v\left(1-{\frac {1}{n^{2}}}\right)\ }
임을 발견하였다. 즉 빛이 물에 의해 끌려가는 것처럼 보였지만, 그 끌림의 크기는 예상보다 훨씬 작았다.
피조 실험은 아라고(Arago)에 의한 1810년 실험을 설명하기 위하여 오귀스템장 프레넬 (1818)이 인용한 오래된 이론, 즉 고정된 에테르를 통해 이동하는 매질이 그것을 통해 전파되는 빛을 매질 속도의 일부만 끌어당긴다는 물리학자의 경험적 타당성을 어쩔 수 없이 받아들이게 되었다. 여기서 그 일부 정도를 나타내는 드래그 계수 f는 아래의 식으로 주어진다.
{\displaystyle f=1-{\frac {1}{n^{2}}}\ .}
한편 1895년에 헨드릭 로렌츠는 분산으로 인한 아래와 같은 추가 항의 존재를 예측했다.:15–20
{\displaystyle w_{+}={\frac {c}{n}}+v\left(1-{\frac {1}{n^{2}}}-{\frac {\lambda }{n}}\!\cdot \!{\frac {\mathrm {d} n}{\mathrm {d} \lambda }}\right)\ .}
매질이 관찰자를 향하거나 멀어지기 때문에 매질을 통해 이동하는 빛은 도플러 편이되므로 공식에 사용된 굴절률은 도플러 편이된 파장에 적합한 것으로 사용해야 한다. 제이만(Zeeman)은 1915년에 로렌츠 분산 항의 존재를 확인했다. 나중에 프레넬의 드래스 계수가 사실은 상대론적 속도 합산의 공식과 일치함이 밝혀졌다. 특수 상대론에서의 유도 부분 참조.

## 실험의 반복

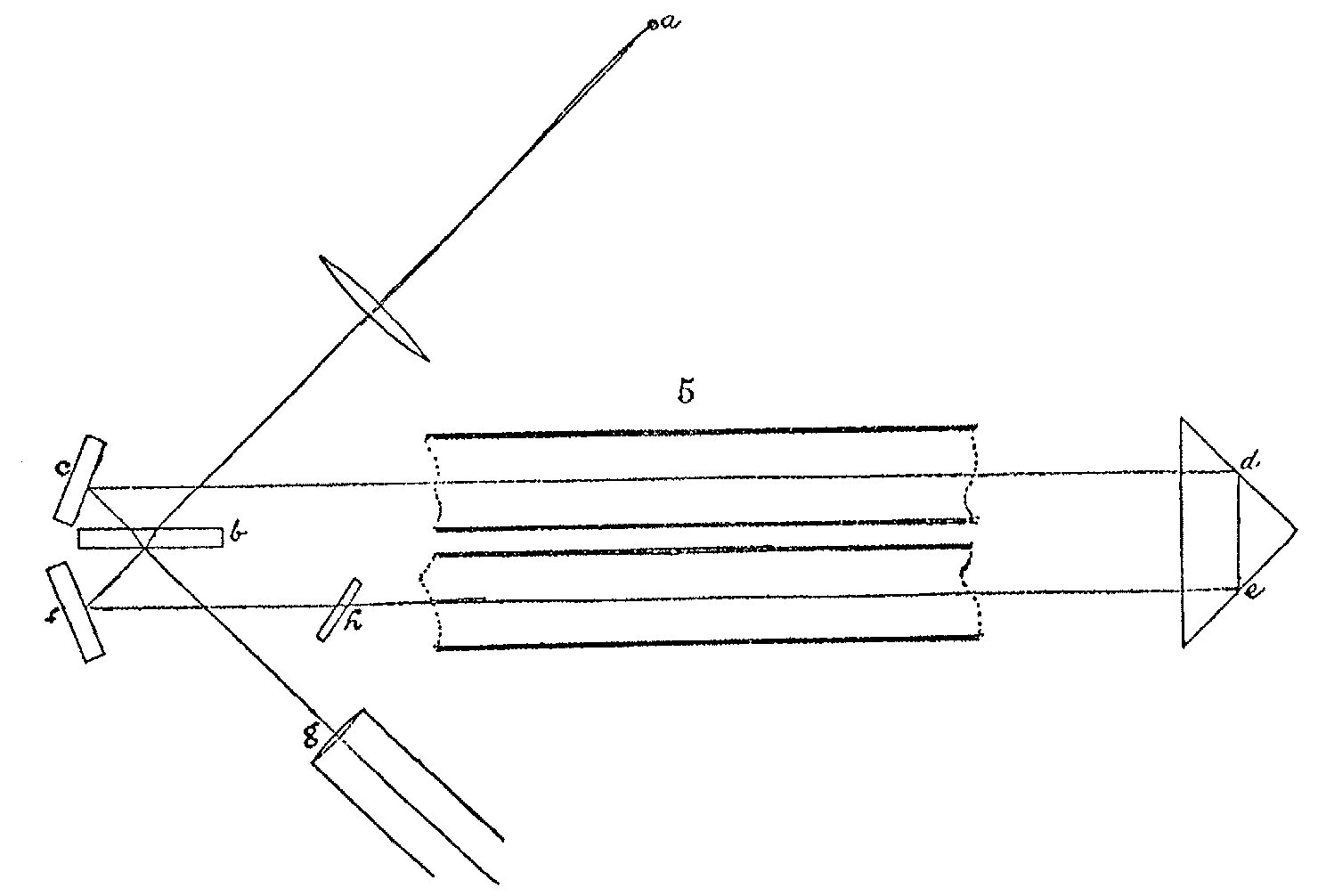
그림 5. 1886년 마이켈슨과 몰리가 피조 유형의 실험을 개선했다. 소스 a 에서 시준(collimate)된 빛은 빔 스플리터 b 에 입사되어 여기서 분할된다. 분할된 하나는 경로 b c d e f b g 를 따라 가고 다른 하나는 경로 b f e d c b g 를 따라 간다.

앨버트 마이켈슨과 에드워드 몰리 (1886)는 피조의 원래 실험에 대한 몇 가지 우려 사항을 해결하면서 향상된 정확도로 피조의 실험을 반복했다. 즉 (1) 피조의 장치 중의 광학 부품의 변형에 의하여 인위적인 간섭무늬의 이동이 발생할 수 있다. (2) 가압된 물의 흐름이 짧은 시간 동안만 지속되었기 때문에 관찰이 급히 이뤄졌다. (3) 피조의 작은 직경 튜브를 통해 흐르는 물의 층류 프로파일은 중앙 부분만 사용할 수 있고 이는 간섭무늬가 희미하게 됨을 의미한다. (4) 피조의 튜브 직경에 걸친 유속 결정에는 불확실성이 있었다. 
마이켈슨은 직경이 더 큰 튜브와 3분 동안 물이 안정적으로 흐르도록 하는 큰 저수지로 피조의 장치를 재설계했다. 그의 공통 경로 간섭계 설계에서는 경로 길이의 자동 보정을 제공하여 광학 요소가 정렬되자마자 백색광 줄무늬가 한 번에 표시되도록 했다. 위상학적으로 빛의 경로는 각 빛의 경로에서 짝수의 반사를 갖는 사냐크 간섭계(Sagnac interferometer)의 경로였다. 이것은 광학 부품의 움직임에 전혀 영향을 받지 않는 극도로 안정적인 간섭무늬를 제공했다. 안정성은 그가 유리판을 h 에 삽입하거나 심지어 간섭무늬 시스템의 중심을 이동시키지 않고 빛의 경로에 불이 켜진 성냥을 들고 있는 것이 가능할 정도였다. 이 장치를 사용하여 마이켈슨과 몰리는 물뿐만 아니라 공기 중에서도 피조의 결과를 완전히 확인할 수 있었다.
또 다른 실험은 1914-1915년에 피터르 제이만에 의해 수행되었다. 제이만은 암스테르담의 주요 수도관에 직접 연결된 마이켈슨 장치의 확대 버전을 사용하여 '로렌츠의 수정된 계수'를 확인하기 위해 보라색(4358Å)에서 빨간색(6870Å)까지의 단색광을 사용하여 광범위한 측정을 수행할 수 있었다. 1910년에 프란츠 하레스는 회전하는 장치를 사용하여 전체적으로 '프레넬의 이송 계수'를 확인했다. 그런데 그는 데이터에서 추가적인 "체계적인 경향"을 발견했는데 이는 나중에 사냐크 효과로 밝혀졌다.
그 이후로 종종 사냐크 효과와 함께 굴절률이 다른 다양한 재료에서 이러한 '끌림 계수'를 측정하는 많은 실험이 수행되었다.  예를 들어, 회전 디스크와 함께 링 레이저를 사용하는 실험에서 또는 중성자 간섭계 실험에서 이루어졌다.  또한 매질이 입사광의 방향에 대해 직각으로 움직일 때의 '가로 끌기 효과'도 관찰되었다.

## 후크 실험
프레넬 이송 계수의 간접적인 확인은 마틴 후크(Martin Hoek) (1868)에 의해 제공되었다. 그의 장치는 피조의 것과 유사했지만 그의 버전에서는 한쪽 팔에만 정지된 물로 채워진 영역이 포함되어 있고 다른 팔은 공중에 있었다. 에테르 속에서 쉬고 있는 관찰자가 볼 수 있듯이 지구와 물은 움직이고 있다. 따라서 반대 방향으로 이동하는 두 광선의 다음 이동 시간은 후크에 의해 계산되었다(가로 방향은 무시, 이미지 참조).
| {\displaystyle t_{1}={\frac {AB}{c+v}}+{\frac {DE}{{\frac {c}{n}}-v}}\ ,} {\displaystyle t_{2}={\frac {AB}{c-v}}+{\frac {DE}{{\frac {c}{n}}+v}}\ .} |

광의 이동 시간이 동일하지 않으며 간섭 무늬로 표시되어야 한다. 그러나 프레넬의 끌림 계수가 에테르 프레임의 물에 적용되면 이동 시간 차이( v/c 에서 1차까지)가 사라진다. 다른 설정을 사용하여 후크는 실제로 0의 결과를 얻어 프레넬의 드래그 계수를 확인했다. (에테르 풍의 차폐 가능성을 반박하는 이와 유사한 실험으로는 함마르 실험 참조)
여기에 표시된 실험의 특정 버전에서 후크는 슬릿에서 나오는 빛을 프리즘 P를 사용하여 스펙트럼으로 분산시킨 후, 콜리메이터 C 를 통과하여 장치에 입사하였다. 장치가 가상의 에테르 바람과 평행하게 향하면 후크는 한쪽 회로의 빛이 다른쪽의 빛에 비하여 7/600 mm 지연될 것으로 예상했다. 이 지연이 파장의 정수를 나타내는 곳에서 그는 보강 간섭을 볼 것으로 예상하고, 이 지연이 파장의 '반 정수'(1.5, 2.5, 등)를 나타내는 곳에서는 소멸 간섭을 볼 것으로 예상했다. 에테르에 의한 끌림이 없는 상태에서는 관찰된 스펙트럼이 에테르 바람에 가로 방향으로 향하는 장치와는 연속적으로, 에테르 바람에 평행하게 향하는 장치와는 띠를 이룰 것으로 예상하였다. 하지만 그의 실제 실험 결과는 전적으로 부정적이었다.

## 논쟁
프레넬의 가설은 피조의 결과를 설명하는 데 경험적으로 성공적이었지만, 피조 자신(1851)뿐만 아니라, 엘루테르 마스카르(Éleuthère Mascart, 1872), 케텔러(Ketteler, 1873), 벨트만(Veltmann, 1873) 및 로렌츠 (Lorentz, 1886) 등 해당 분야의 많은 전문가들에게는 '에테르에 의한 부분적 끌기'는 여러 가지 이유로 매력적이지 않았다. 예를 들어, 벨트만(1870)은 프레넬의 가설은 아라고 실험에서의 편향을 "정확히 상쇄"하는 수차(aberration)의 "이른바 보상"으로 제안되었다고 설명한다. 그런 다음 그는 "이론의 개발이 끝날 때에도 여전히 필요"할 프레넬의 가설 대신 스톡스의 '완전히 끌려진 에테르'를 사용하는 방법을 시연한다. 결국 그는 다음을 명확히 함으로써 광행차 수차의 "설명 군"에 대한 "공통 원리"를 나타내는 수학적 관계임을 강조하면서 프레넬의 원리로 돌아간다.
The speed with which the movement of light takes part in the movement of the medium depends on the speed of propagation and must therefore be different for each color. (translation by Google) Die Geschwindigkeit, mit welcher die Lichtbewegung an der Bewegung des Mediums theilnimmt, hängt von der Fortpflanzungsgeschwindigkeit ab und müsste deshalb für jede Farbe eine andere sein.

이 언급은 좀 더 직접적으로 "[물질] 매질의 움직임에 대한 빛의 움직임은 [매체에서] 전파 속도에 의존하는 [또한 의존하는] 속도에 의존하므로, 따라서 [여기에서]는 각 색깔별로 하나씩 다른 것이 필요하다."로 번역될 수 있다. 따라서 매질이 빛의 속도에 영향을 미치는 속도는, 주파수에 따라 달라지는 빛의 속도에 대한 변화의 척도로 이미 확립된 굴절률에 따라 달라진다는 프레넬의 수학적 원리(그의 설명은 아님)를 확인한다.
그런데 역사가인 스타켈(Stachel)은 2005년, "각 색상에 대해 하나"가 다른 "속도" 또는 "속도" 대신에 에테르를 의미한다고 보는 다른 해석을 제공한다.
Veltmann (1870) demonstrates experimentally that Fresnel’s formula must be applied using the appropriate (different) index of refraction for each color of light. This means that, however the ether moves, it must move differently for each frequency of light. But what happens when white light (or indeed any mixture of frequencies) passes through a transparent medium?

마스카르(Mascart, 1872)는 복굴절 매체를 통과하는 편광된 빛이 지구의 움직임에 무관하다는 결과를 보여주었다. 프레넬의 이론이 수차 효과를 상쇄하는 정확한 보상 메커니즘을 나타낸다는 것을 확립한 후, 그는 공변(co-moving) 실험의 도플러 효과에 대한 무감각성을 포함하여 기계적 파동 시스템의 다양한 다른 정확한 보상 메커니즘에 대해 논의한다. 그는 "[프레넬의] 공식은 복굴절 매체에 적용할 수 없습니다."라고 결론지었다. 그는 이방성 매체에서의 실험이 "원편광 전파의 전파에 프레넬이 증명한 공식을 적용하여 얻을 수 있는 것보다 4배 더 낮은 결과 양을 등방체의 경우 생성한다"는 그의 발견으로 복굴절 매체에서의 실험에 대한 이 보고서를 마무리했다.

피조 자신은 자신의 보고서 초반에 프레넬 가설의 기계적 타당성을 알고 있었음을 보여주지만, 피조의 놀라움과 스톡스의 완전한 끌림에 대한 기대를 무시한 것은 보고서의 결론에서 다음과 같이 암시되었다.
마지막으로 에테르의 한 부분만 운반되면 빛의 속도는 증가하지만 첫 번째 가설에서와 같이 전체 속도가 아닌 물체 속도의 일부만 증가합니다. 이 결과는 전자만큼 명백하지는 않지만 프레넬은 그것이 큰 확률의 기계적 주장에 의해 뒷받침될 수 있음을 보여주었습니다. [. . . ] 실험의 성공은 내가 보기에 프레넬의 가설이 필요하거나 적어도 물체의 운동 효과에 의한 빛의 속도 변화를 표현하기 위해 그가 발견한 법칙을 채택하는 것으로 보입니다. 왜냐하면 그 법칙이 참이라는 것이 결과일 뿐이라는 가설에 찬성하는 매우 강력한 증거일 수 있지만, 아마도 프레넬의 개념은 너무 특별해 보일 수 있고 어떤 면에서는 너무 어려워서 다른 증명과 그것을 사건의 실제 사실에 대한 표현으로 채택하기 전에 기하학자의 심오한 조사가 여전히 필요할 것입니다. 
대부분의 물리학자들의 불만에도 불구하고 프레넬의 '부분적 에테르 끌기 가설'과 함께 피조의 실험(위 섹션 참조 )에 대한 반복 및 개선을 통해 다른 사람들이 그의 결과를 높은 정확도로 확인했다. 지구의 움직임에 대한 둔감함과 부분적인 에테르 끌기 가설에 대한 불만을 입증한 마스카르의 실험 외에도 마이켈슨-몰리 실험 (1887)에서 또 다른 주요 문제가 발생했다. 굴절과 반사에 대한 광학적 실험이 지구의 움직임에 민감하지 않을 것이라는 마스카르의 주장은 이 후기 실험에서 입증되었다. 프레넬의 이론에서 에테르는 거의 고정되어 있고 지구는 에테르를 통해 움직이고 있으므로 실험은 부분적으로 감소하더라도 양의 결과를 제공해야 했다. 공기 매개체에 의한 에테르의 완전한 끌림만이 0의 결과로 될 것이다. 그러나 이 실험의 결과는 '0'으로 보고되었다. 따라서 당시의 에테르 모델의 관점에서 볼 때 실험 상황은 모순적이었다. 한편으로는 빛의 수차, 피조 실험 및 1886년 마이켈슨과 몰리의 반복 실험은 약간의 에테르 끌기만을 지원하는 것으로 나타났다. 한편, 1887년의 마이켈슨-몰리 실험은 에테르가 지구에 대해 정지해 있다는 것을 증명하는 것처럼 보였고, 이는 분명히 완전한 에테르 끌기 아이디어를 뒷받침하는 것으로 보인다( 에테르 끌기 가설 참조).   따라서 피조의 결과를 설명하는 프레넬 가설의 성공은 이론적 위기로 이어지는데, 이는 상대론적 이론의 도입에 의해서만 해결되었다.
상대 운동의 광학 원리가 마스카르에 의해 공식화되었다는 점을 감안할 때, 누군가가 1880년경 움직이는 물체의 광학 상황에 의해 제시된 도전에 대한 이러한 운동학적 반응의 일부 또는 전부를 개발하도록 유도되었을 수 있다고 상상하는 것이 환상적입니까? 상대 운동의 전기역학적 원리가 이미 앙리 푸앵카레에 의해 공식화되었다는 점을 감안할 때, 움직이는 물체의 전기역학 상황에 의해 제시된 도전에 대한 아인슈타인의 운동학적 반응에 대한 1905년경의 개발은 실제로 일어난 일보다 더 환상적이지 않을 것입니다. 

## 로렌츠의 해석
1892년에 헨드릭 로렌츠는 에테르가 완전히 고정되어 있는 프레넬 모델의 수정을 제안했다. 그는 움직이는 물과 끌리지 않은 에테르 사이의 상호 작용의 결과로 프레넬의 끌림 계수를 도출하는 데 성공했다.:25–30 그는 또한 하나의 기준 프레임에서 다른 기준 프레임으로의 전환이 로컬 시간이라고 하는 보조 시간 변수를 사용하여 단순화될 수 있음을 발견했다.
{\displaystyle t^{\prime }=t-{\frac {vx}{c^{2}}}\ .}
1895년에 로렌츠는 현지 시간의 개념을 기반으로 프레넬 계수를 보다 일반적으로 설명했다. 그러나 로렌츠의 이론은 프레넬의 이론과 동일한 근본적인 문제를 가지고 있었다. 고정된 에테르는 마이켈슨-몰리 실험과 모순되었다. 그래서 1892년에 로렌츠는 움직이는 물체가 운동 방향으로 수축한다고 제안했는데, 조지 피츠제럴드가 이미 1889년에 이러한 결론에 도달했기 때문에 피츠제럴드-로렌츠 수축 가설이라고 불린다. 그가 이러한 효과를 설명하는 데 사용한 방정식은 1904년까지 그에 의해 더욱 발전되었다. 이것들은 이제 그를 기리기 위해 로렌츠 변환이라고 불리며, 아인슈타인이 나중에 제1원리에서 도출한 방정식과 형태가 동일하다. 그러나 아인슈타인의 방정식과 달리 로렌츠의 변환은 엄격하게 임시방편적이었고 유일한 정당성은 그것이 작동하는 것처럼 보였다는 것이다.:27–30

## 특수 상대성 이론의 유도
아인슈타인은 로렌츠 방정식이, 두 개의 간단한 시작 공준의 집합에 따른 논리적 결과로 도출될 수 있는 방법을 보여주었다. 또한 아인슈타인은 정지 상태의 에테르 개념이 특수 상대성 이론에 설 자리가 없으며 로렌츠 변환이 공간과 시간의 본질과 관련이 있음을 인식했다. 이동하는 자석과 도체의 문제, 에테르 이동을 부정하는 실험, 광행차와 함께 피조의 실험은 상대성에 대한 아인슈타인의 생각을 형성한 핵심 실험 결과 중 하나였다.  로버트 S. 섕클랜드(Robert S. Shankland)는 아인슈타인과 나눈 몇 가지 대화에서 아인슈타인이 피조 실험의 중요성을 강조했다고 보고했다.
He continued to say the experimental results which had influenced him most were the observations of stellar aberration and Fizeau's measurements on the speed of light in moving water. "They were enough," he said.

막스 폰 라우에 (1907)는 프레넬 드래그 계수가 속도 추가에 대한 상대론적 공식의 자연스러운 결과로 쉽게 설명될 수 있음을 입증했다. 즉,
1. 움직이지 않는 물에서 빛의 속도는 c/n이다.
2. 속도 합성의 법칙으로부터 물이 속도 v (빛과 같은 방향으로)로 흐르는 실험실에서 관찰되는 빛의 속도는 다음과 같다.
{\displaystyle V_{\mathrm {lab} }={\frac {{\frac {c}{n}}+v}{1+{\frac {{\frac {c}{n}}v}{c^{2}}}}}={\frac {{\frac {c}{n}}+v}{1+{\frac {v}{cn}}}}\ .}
3. 따라서 속도의 차이는, 
{\displaystyle V_{\mathrm {lab} }-{\frac {c}{n}}={\frac {{\frac {c}{n}}+v}{1+{\frac {v}{cn}}}}-{\frac {c}{n}}={\frac {{\frac {c}{n}}+v-{\frac {c}{n}}(1+{\frac {v}{cn}})}{1+{\frac {v}{cn}}}}} {\displaystyle ={\frac {v\left(1-{\frac {1}{n^{2}}}\right)}{1+{\frac {v}{cn}}}}\approx v\left(1-{\frac {1}{n^{2}}}\right)\ .}
이는 v/c ≪ 1 일 때 정확하며, 조건 v/c ≪ 1 을 만족하는 피조의 측정에 기반한 공식과 일치한다.
따라서 피조의 실험은 아인슈타인의 속도 추가 공식의 동일 선상 사례에 대한 증거를 뒷받침한다.

## 같이 보기
- 특수 상대성 이론의 테스트
- 에테르 끌기 가설
- 특수 상대성 이론의 역사